# Chapitre du Dorat
Le chapitre du Dorat est un chapitre de chanoines séculiers de dix-huit et vingt membres destiné à assurer le service divin à la collégiale Saint-Pierre du Dorat en Haute-Vienne.

## Statut

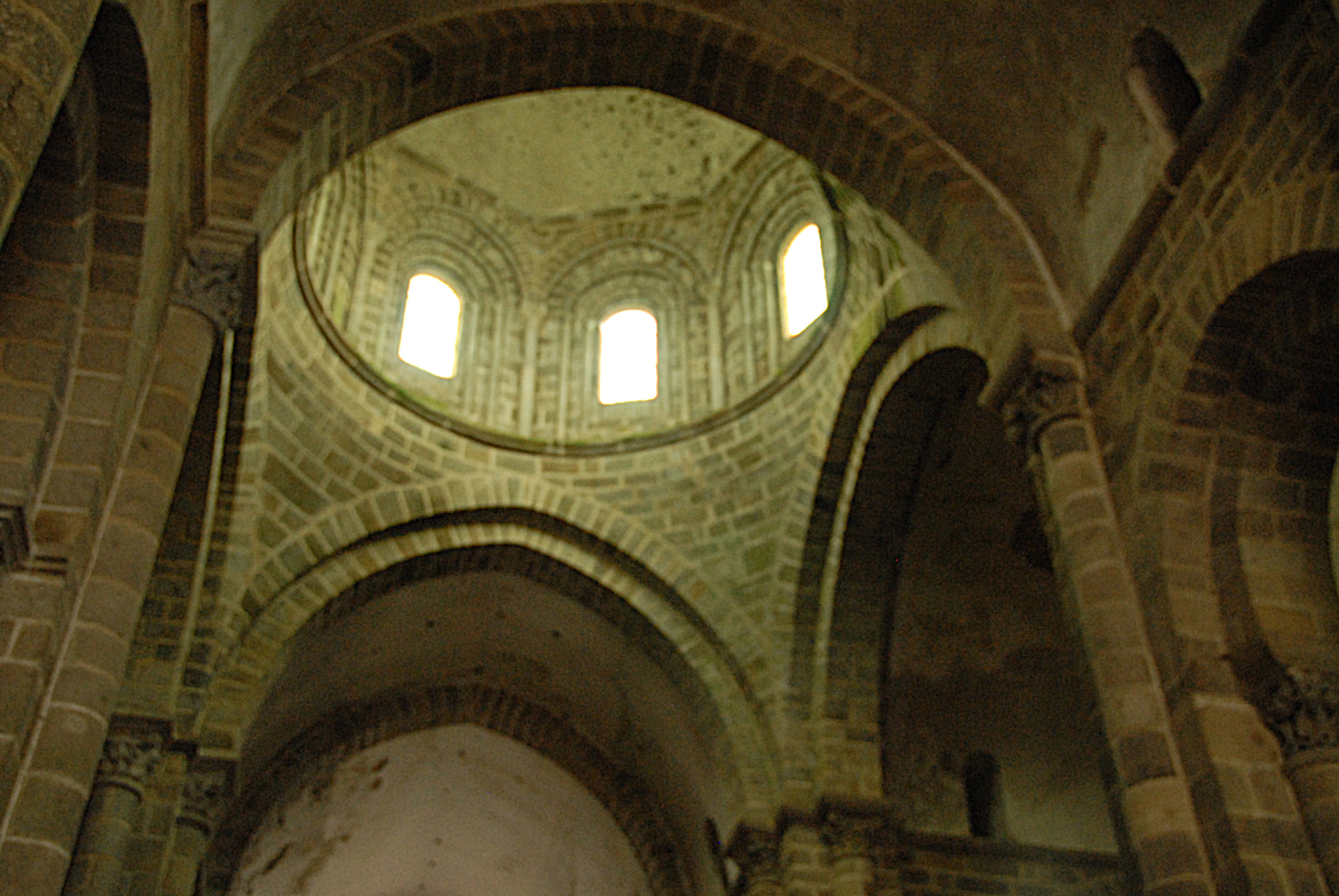
Collégiale Saint-Pierre du Dorat

Le chapitre du Dorat fut fondé à la fin du Xe siècle par Boson Ier le Vieux, premier comte de la Marche, qui décida que son supérieur porterait le titre d’abbé, et non celui de prieur, comme l’aurait voulu la coutume. 
Esther Foucault, était doyen du chapitre de Dorat en 987. 
Le chapitre fut illustré au XIe siècle par la présence en son sein de saint Israël et saint Théobald, devenus les protecteurs du Dorat. 
Il semble que les chanoines du chapitre du Dorat aient toujours été séculiers. La distinction formelle avec les réguliers ne se précisa vraiment qu'au cours du XIIe siècle. Ce statut séculier fut ratifié par une bulle du pape Jean XXII en 1330, alors que la règle de saint Augustin était confirmée pour la plupart des établissements religieux de la région. 
Les chanoines séculiers vivaient dans le monde, et tiraient leurs moyens de subsistance d’un bien appelé prébende. Venaient s’y ajouter des chanoines honoraires, qui n’avaient pas voix au chapitre et qui n’étaient pas prébendés.
Louis XI confirma en 1482 au chapitre : justice haute, moyenne et basse sur toute la ville et paroisses, indépendante dans la mouvance de la couronne, non contribution aux subsides royaux et de multiples droits (avoir un châtelain, posséder des droits seigneuriaux et banaux, entretenir un capitaine et nommer des officiers, avoir des fourches patibulaires, foires et marchés…)

## Les charges capitulaires
L’abbé, élu à vie, avait en principe des pouvoirs absolus. Il consultait ses chanoines sans être liés par leur avis. Il nommait les dignitaires qui l’assistaient. Il prenait rang auprès des évêques. Il était le seigneur de la ville du Dorat. En son absence, qui était fréquente, l’autorité était exercée par le  chantre, qu’il nommait.
Le chantre ou grand chantre était le deuxième dignitaire du chapitre. Il avait la charge de la police et de l’intendance du chœur. Il était obligé d’habiter sur place. Il portait pour les grandes cérémonies la chape et le bâton cantoral. Il avait également, sous l’autorité de l’évêque, la charge de l’inspection des écoles. Véritable religieux du chapitre, il gérait et organisait la vie quotidienne. À ce titre, il détenait un pouvoir de nomination étendu. Le premier chantre du Dorat fut saint Israël.
Le sous-chantre était nommé par le chantre pour l’assister.
L’aquilaire était nommé chaque semaine, au sein du chapitre, par le chantre pour diriger le chœur et les chants à partir du  lutrin. Le terme d’aquilaire vient de la tête d’aigle qui surmonte le lutrin. L’aquilaire était aussi appelé chanoine au tour d'aigle, chanoine hebdomadier ou hebdomade ou encore doubine. Si certains chanoines prenaient le tour d’aigle pour une corvée, car il imposait la présence du titulaire, il octroyait néanmoins un véritable pouvoir de nomination et d’organisation des services. En effet, le droit de l’aigle permettait de nommer, seul ou avec l’approbation du chapitre, aux bénéfices relevant du chapitre venant à vaquer durant la semaine de service du chanoine. Était ainsi assurée l'égalité des chanoines dans un domaine particulièrement sensible. Lorsque l'aquilaire avait à faire une nomination, il déposait le nom du bénéficiaire de son choix dans le bec de l'aigle du lutrin.
Le théologal était nommé par le chapitre pour veiller à l’enseignement religieux et théologique. C’était en général le curé.
Deux prébendes préceptorales étaient confiées à deux régents présentés par la ville, nommés par le chapitre et confirmés par l’évêque.
Il existait des semi prébendes ou petits bénéfices pour des vicaires, qui aidaient les curés ou tout autre ecclésiastique dans toutes leurs fonctions et des quarts prébendés pour enfants de chœur nommés par l’aquilaire avec collation par le chapitre.
Le curé de la paroisse dont l’église est la collégiale Saint-Pierre du Dorat, partagée avec le chapitre, était nommé par l’aquilaire avec collation du chapitre. Ce curé pouvait être un chanoine. Les curés de dix-neuf autres cures dans le diocèse de Limoges étaient nommés, selon des modalités diverses, par les chanoines du Dorat, ainsi qu’un nombre qui varia dans les diocèses circonvoisins.
Le chevecier était un ecclésiastique ou un laïc prébendé, nommé par le chantre, qui s’occupait du chevet, du trésor et du luminaire.
Le maître de psalette, ou chef la maîtrise de l’église, était nommé par le chantre. À certaines époques, il avait aussi en charge les enfants de chœur. Au Dorat, au XVIIe siècle, les deux fonctions étaient séparées
Le prieur séculier de la Maison Dieu était nommé par l’aquilaire avec collation par le chapitre

## Dissolution
Le chapitre du Dorat ne comptait que dix-sept membres lors sa dissolution par la loi du 21 août 1790, qui supprima tous les chapitres collégiaux, et ordonna la vente de leurs biens. Ces membres étaient :
- Pierre Lesterps de la Doulce, abbé

- Philippe de Cornette, chantre

- Jean-Baptiste Chamblet, théologal (vicaire au Dorat de 1801 à 1812, puis curé de 1812 à 1832)

- Hugues Bonnet, chanoine

- Antoine Chesne-Desmaisons, chanoine

- André de Cressac, chanoine

- Vincent Jévardat, chanoine (devenu prêtre assermenté et aumônier de la Garde nationale)

- Claude-Barnabé Laurens de Mascloux, chanoine

- Hubert-Jean Laurens de la Locherie, chanoine

- Joseph-Zéphirin Laurens de la Gasne, chanoine

- Jean-Baptiste Mondot de Beaujour, chanoine

- Jacques-André Vacherie, chanoine

- Théobald Junien, chanoine

- André Massard, chanoine

- Jacques de Vérine, curé du Dorat (le redevint de 1801 à 1812)

- Martial Coudamy, prébendier

- François Massard, prébendier

## Pontons de Rochefort
Cinq chanoines du chapitre du Dorat, arrêtés au printemps 1793, furent emprisonnés sur les pontons de Rochefort. Trois d’entre eux devaient y mourir:
- Jean-Baptiste Chamblet de la Couture, né au Dorat le 4 septembre 1754, devint en 1812 curé du Dorat, où il mourut en avril 1832.

- Philippe de Cornette, né à Brigueil-le-Chantre le 10 septembre 1744, était en 1789 grand chantre du chapitre du Dorat. Il mourut à Rochefort le 24 avril 1794.

- Claude-Barnabé Laurens de Mascloux, né au Dorat en 1735, fut en 1789 procureur du clergé lors de l’assemblée du clergé de la Basse-Marche. Il mourut à l'île Madame le 7 septembre 1794. Il fut béatifié le 1er octobre 1995.

- Joseph-Zéphirin Laurens de la Gasne, né au Dorat le 22 août 1746, devint chanoine en 1776. Les 20 mai et 5 juin 1804, il participa à l’authentification des reliques de saint Israël et de saint Théobald. Il mourut au Dorat le 12 octobre 1812.

- Hubert-Jean Laurens de la Locherie, né au Dorat le 17 octobre 1748, mourut à Rochefort le 13 septembre 1794.